# Ванесса Трамп
Ванесса Кей Гейдон Трамп (нар. 18 грудня 1977, Нью-Йорк, США) — американська кіноакторка, модель, психологиня та світська левиця.

## Життєпис
Росла в таунхаусі на Верхньому Іст-Сайді Манхеттен, навчалась в приватній школі Дуайт. Її покійний вітчим, єврей Чарльз Гейдон, був широкопрофільним юристом на Мангеттені, послугами якого користувались Мерилін Монро та бродвейський продюсер і магнат Ейб Гіршфельд. Мати — данського походження. Дід по материнській лінії, Кай Еванс, був данським джазовим музикантом.
З 1998 до 2001 зустрічалась з саудівським принцем Халід бін Бандар бін Султан Аль-Саудом. Стосунки закінчились після нападу 11 вересня, коли бін Бандар покинув США після свого батька, саудівського посла Бандар бін Султан Аль-Сауда, що підозрюється в непрямих зв'язках з Аль-Каїдою.
Одружилася з Дональдом Трампом-молодшим у 2005 році. Разом у пари було п'ятеро дітей. У 2018 розлучилася з ним.

## Кар'єра
Була моделлю в підлітковому віці і на початку своїх 20-тих уклала контракт з Вільгельміна модел.
Як акторка дебютувала в 2003 році у фільмі «Щось треба дати». Також з'явилася в епізоді 2011 року (приймає її свекор Дональд Трамп) та Брет Майклз: Життя, як я це знаю (2010).
З сестрою Веронікою відкрила нічний клуб під назвою «Сесса» восени 2003 року.
Випускала лінію сумок під назвою La Poshett з 2010 до 2013 року.